# アッル・シリシュ
アッル・シリシュ（Allu Sirish、1987年5月30日 - ）は、インドのテルグ語映画、タミル語映画、マラヤーラム語映画で活動する俳優。俳優活動のかたわらでサウス・スコープのCEOも務めている。

## キャリア
2013年にラーダー・モーハンの『Gouravam』で俳優デビューする。2014年にマルティ・ダサリの『Kotha Janta』でレジーナ・カサンドラと共演し、2016年に『Srirastu Subhamastu』に出演する。2017年に『1971: Beyond Borders』でモーハンラールと共演し、2017年にはヴィ・アナンドの『Okka Kshanam』に出演した。
父アッル・アラヴィンドと共に『Ghajini』『マガディーラ 勇者転生』の製作に関わった。第1回IIFAウトサヴァムではナヴディープとレジーナ・カサンドラ、第64回フィルムフェア賞 南インド映画部門ではヴィジャイ・デーヴァラコンダと共に司会を務めている。

## 家族
父アッル・アラヴィンドは映画プロデューサーであり、俳優のアッル・ラーマリンガイヤは祖父、アッル・アルジュンは兄、チランジーヴィは叔父に当たる。

## フィルモグラフィ
- Pratibandh（1990年）※子役出演
- Mayabazar（1995年）※子役出演
- Gouravam（2013年） - アルジュン
- Kotha Janta（2014年） - シリシュ
- Srirastu Subhamastu（2016年） - シリシュ
- 1971: Beyond Borders（2017年） - チンマイ中尉
- Okka Kshanam（2017年） - ジーヴァ
- ABCD – American Born Confused Desi（2019年） - アラヴィンド